# 王規 (高麗)
王規（：／，？—945年），是高麗王朝初期的一位文臣。
王規本貫廣州，後侍奉高麗太祖，封為大匡。高麗太祖先後娶王規的兩個女兒為妃，分別為第十五妃廣州院夫人和第十六妃小廣州院夫人。小廣州院夫人為太祖誕下一子，封廣州院君。
944年（惠宗二年），王規向惠宗誣告王弟王堯和王昭有異圖，惠宗知道是誣告，反而對二人恩遇愈厚。司天供奉崔知夢奏稱：「流星犯紫微，國必有賊。」惠宗認為這是王規要謀害堯、昭二弟之應，於是把長公主嫁給了王昭，壯大其族勢力，使王規無法謀害。王規希望立自己的外孫廣州院君為王，派刺客潛入惠宗寢宮，想要趁惠宗睡熟的時候將其謀害。惠宗將刺客一拳擊斃，命令左右將其屍體拖出，不再追問。一日，惠宗生病臥於在神德殿，崔知夢奏稱：「近將有變，宜以時移御。」惠宗悄悄搬到了重光殿，王規在夜間率領其黨羽穿墻而入，寢宮中已經無人。知道是崔知夢所為，拔劍大罵：「上之移寢，必汝謀也。」崔知夢無言以對，王規率兵退去。惠宗知道王規的所作所為，也不降罪於他。
惠宗病重後，王弟王堯知道王規心懷異志，秘密與身處西京的大匡王式廉合謀要除掉他。惠宗薨後，王弟王堯繼位，是為定宗。王規舉兵作亂，由於厭惡大匡朴述熙，便假借定宗之命將其殺害。王式廉引兵入開京保衛，王規竟不敢動，逃竄，被定宗派人追而斬之，並誅殺其黨羽三百餘人。